# 纳思达
纳思达股份有限公司（深交所：002180），簡稱纳思达，是中华人民共和国的一家生产打印机及其组件的公司，总部位于广东省珠海市，于2000年成立。纳思达最初以生产打印耗材起家，此后通过收购，使该公司成为中国大陆唯一一个具备打印机全产业链能力的公司，至2022年为世界第四大原装打印机厂商，位列中国上市企业500强。

## 历史
纳思达成立于2000年，其总部所在珠海当时是世界上打印耗材重要的生产基地，纳思达是珠海第101家打印耗材企业。公司创始人为汪东颖，早年在格力集团任职，下海后推出的通用耗材品牌便以“格之格”命名。
2007年，该公司旗下的奔图打印启动自主研发激光打印机的项目，2010年正式面市，其产品拥有自研激光打印机的核心关键技术。
纳思达上市公司主体的前身为珠海万力达电气股份有限公司，成立于1991年11月27日，当时为河南省石油化工工程建设联合公司（后改制为河南狮鼎股份有限公司）在珠海建立的万力达实业发展公司。1998年8月，河南狮鼎对万力达实业进行重组，成立万力达电气，主营业务为电力自动化相关产品。2014年3月19日，万力达董事会审议通过重大资产重组交易报告，报告指出万力达以除募集资金专户余额以外的全部资产及负债（作为置出资产）与珠海赛纳所持艾派克电子96.67%股权（作为置入资产）的等值部分进行资产置换。权益变动后汪东颖、曾阳云、李东飞三人成为新的控股股东。此次交易于2014年7月23日获得中国证监会核准，9月16日完成过户手续。12月16日，万力达更名为艾派克，实现借壳上市。
2015年6月，艾派克宣布以6296.73万美元的价格购买美国SCC（Static Control Components）100%股权，其收购目的是整合通用打印耗材芯片业务。至7月12日收购完成。
2016年4月20日，艾派克、太盟投资集团、君联资本三家投资方联合宣布以每股40.5美元的现金方式收购美国打印机制造商利盟，其中艾派克的出资比例为51.18%。美国当地时间11月29日，此次收购完成，合并生效，同时利盟的股票从纽交所除牌。此次交易是2016年中国企业对美国上市公司的最大一笔并购交易。尽管收购案被称为“蛇吞象”，不过董事长汪东颖认为可以用“穷小子娶了个洋媳妇”形容。通过双方的合作，可以使两家公司在供应链、产品线和市场拓展方面形成优势互补。
因公司业务覆盖打印机全产业链，同时为匹配公司新的战略定位，2017年5月23日，珠海艾派克科技股份有限公司完成变更登记手续，更名为纳思达股份有限公司。新的公司名称和股票简称自5月26日起生效。
2020年，纳思达获得国家集成电路大基金二期的战略投资，开始大力拓展非打印领域芯片，相继成立郑州、成都等新研发中心，扩充研发团队。
2021年，控股股东赛纳科技通过定增以60亿对价将奔图100%股权纳入纳思达公司。

## 业务概况

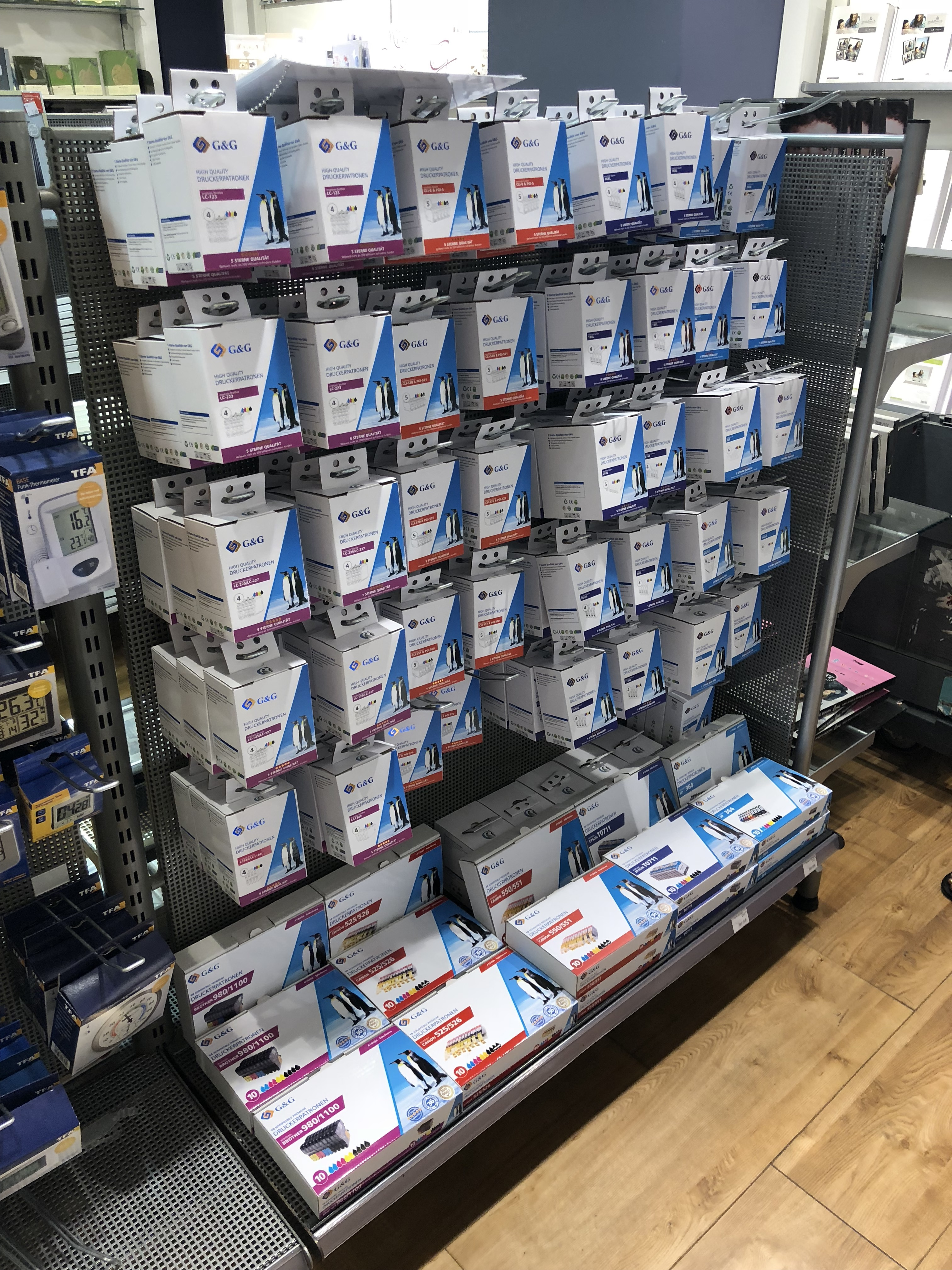
格之格系列耗材

纳思达是中国大陆唯一一个具备打印机全产业链能力的公司，业务覆盖激光打印机整机、激光打印机原装耗材、打印机主控SoC芯片、耗材芯片、打印机通用耗材、打印管理服务等，至2022年为世界第四大原装打印机厂商，在全球150多个国家和地区开展业务，品牌包括“利盟”、“奔图”、“艾派克”、“极海”、“格之格”等。
该公司的集成电路业务除涉及打印机芯片外，还设计生产非打印类芯片，包括工业级/车规级微控制器、系统级芯片及加密芯片等。

## 事件

### 专利纠纷
2006年2月，爱普生及其两家美国子公司向美国国际贸易委员会提出申请，指控中、美、德、韩等国家的24家公司出口到美国的墨盒产品，侵犯了原告在美国的11项专利权，请求ITC启动“337调查”程序对涉案产品进行调查，其中包括纳思达公司的产品。7月，惠普公司也以纳思达公司生产的替换用墨盒侵犯惠普专利为由，向美国联邦地区法院和国际贸易委员会提起上诉。2007年3月，纳思达与惠普达成和解，纳思达在承认惠普专利的有效性，并同意停止在美国以及惠普享有专利的其他国家销售某些墨盒产品后，调查宣告结束。10月19日，美国国际贸易委员会就爱普生起诉案件作出初审裁决，宣布爱普生的11项专利全部有效，纳思达因侵犯爱普生专利权，其产品被禁止进口及在美国市场销售。纳思达公司回应称对ITC的裁决表示失望，表示“誓将抗争进行到底”。
2010年6月29日，佳能就纳思达在美国市场销售的激光打印机用鼓粉盒，在ITC提起了337调查和诉讼。2019年5月20日，ITC维持初裁决定，认定纳思达的硒鼓产品不侵犯佳能所主张的七项美国专利，调查因未发现违反法规之行为而宣告结束。

### 被美国制裁
2023年6月9日，美国联邦政府在联邦公报发表声明，因纳思达及部分珠海子公司参与针对维吾尔族及其他受迫害群体的商业行为，涉嫌在新疆使用强迫劳工，而被列入《维吾尔强迫劳动预防法案》的实体清单，禁止美国企业采购该公司以及公司设于珠海的8家子公司进口产品。纳思达随后回应称“公司一直严格遵守业务开展所适用的法律法规，恪守国际劳工保护适用标准，充分保障劳动者的合法权益”，并就此事件对公司造成的潜在影响进行评估。